# Хаддо (гора)
Хаддо-Пик (англ. Haddo Peak) — горная вершина на западе Канады в окрестностях озера Луиз в национальном парке Банф в Канадских Скалистых горах (Альберта). Названа в 1916 году в честь Джорджа Гордона, лорда Хаддо (1764—1791), название стало официальным в 1952 году.

## История
Впервые восхождение на пик Хаддо было совершено в 1903 году Э. Тьюисом и К. Бореном.

## Геология

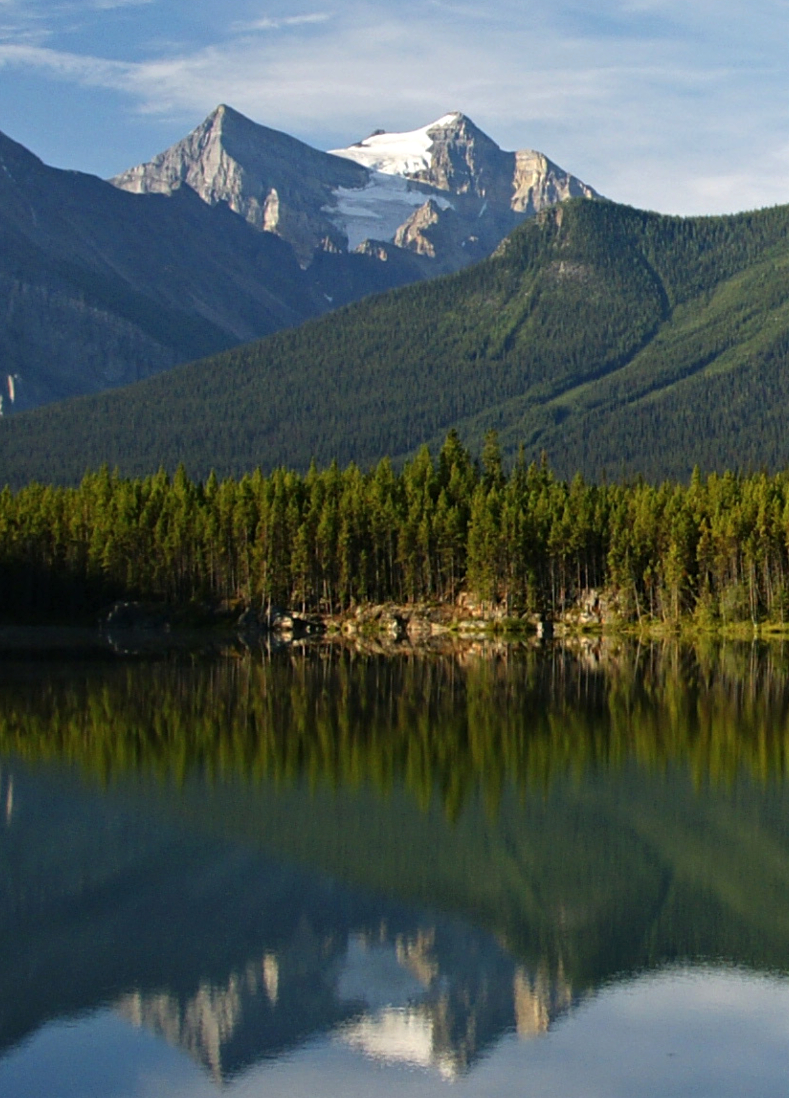
Вид на пик Хаддо (слева) и гору Абердин (справа) от озера Герберт

Как и другие горы в парке Банф, пик Хаддо состоит из осадочных пород, отложившихся в период от докембрия до юрского периода. Образовавшаяся в мелководных морях, эта осадочная порода была вытолкнута на восток и за верхнюю часть более молодой породы во время Ларамийского орогенеза.

## Климат
По классификации Кёппена года Хаддо находится в субарктической климатической зоне с холодной снежной зимой и умеренным летом. Зимние температуры могут быть ниже −20 °C. Погодные условия в летние месяцы оптимальны для восхождений.

## Туризм
Хаддо расположен рядом с горой Абердин. С него открываются прекрасные виды и само по себе прекрасное восхождение. Между вершиной Хаддо и горой Темпл (3544 м) нет ничего и гору хорошо видно в ясный день, а виды на долину Парадайз и долину десяти пиков захватывают дух. По сравнению с Абердином у Хаддо также есть явное преимущество в том, что маршрут спуска с вершины у пика гораздо более короткий.